# Shin chan: La invasión
Shin Chan: La Invasión (Crayon Shin-chan: Action Mask vs. Leotard Devil  クレヨンしんちゃん アクション仮面vsハイグレ魔王?) es una película de animación japonesa basada en el manga y anime Shin Chan, además de ser la primera película del personaje.   
Fue estrenada en los cines el 24 de julio de 1993 y sacada en DVD y VHS en España el 24 de marzo de 2004.   

## Sinopsis
Entre los niños está de moda la colección de cromos del Ultrahéroe. El cromo n.º 99 es muy difícil de encontrar, lo llaman ''el cromo fantasma''. Shin Chan entra con su madre en una tienda muy antigua y compra una caja en la que viene precisamente el cromo n.º 99. Es de color dorado y brilla mucho. Es verano y la familia Nohara sale de viaje a la playa, pero se produce un atasco y deciden coger un camino alternativo que les lleva a una playa desierta, donde hay una gran estatua del Ultrahéroe. La figura resulta ser un parque de atracciones pero allí solo están los Nohara. Éstos montan en lo que creen que es un simulador, pero accionado por el cromo 99, les transporta a una dimensión paralela, que parece el mundo real donde Shin Chan se convierte en un superhéroe con la misión de frenar una invasión de aliens que pretenden vestir a todos los humanos con bañador de mujer.

## Voces Japonesas
- Shinosuke Nohara : Akiko Yajima
- Misae Nohara : Miki Narahashi
- Hiroshi campo: Keiji Fujiwara
- Swallow Kazama, Ciro: Mari Mashiba
- NENE-chan: Lin Tamao
- Masao-kun: Mie Suzuki (ahora: Hitoshi Ryou una Yuu Tei)
- Bo-chan: Chie Sato
- El profesor es YOSHINA: Yumi Takada
- Zaka Matsu profesor: Mitie Tomizawa
- Directora de la maestra: Rokurou Naya
- Director Adjunto del profesor: Takizawa loco
- Luo, Hiraku Cámara delegación: el viento del bosque té
- Abuela: Naoko京田
- Butcher: Taro Arakawa
- Enmascarada acción: Akira Akira Moderador GENDA
- ミ子cereza-mi, Lili niño: Etsuko Kozakura
- Dr Kasukabe Kita: Hiroshi Masuoka
- Enmascarada understudy Acción: Kazuhiro Nakata (actualmente: Hiroshi中多和)
- Profesor Skelton, ZONBIRIBI: Takeshi Aono
- Personal: Naoki Bandou
- Asistente de dirección: Yuusuke Numata
- Director: Ken Yamaguchi
- Baron T-back: Daisuke casa
- HARAMAKIREDI:Haruka Inoue, Watanabe Kumiko Raros, Kaoru Sakurako
- High Class diablo: Nachi Nozawa

## Créditos
- Original: Tadashi Usui
- Escrito por: Liao Hiragana
- Diseño de caracteres: Hiroshi Ogawa
- Ilustración Director: Katsunori Hara, T. Tsutsumi Itaru Tadashi
- Art Director: Naomi Hoshino
- Diseño de Set: Masaaki Yuasa
- Director de fotografía: Hideko Takahashi
- Música: Toshiyuki Arakawa
- Grabación Director: Akira Ookuma
- Edición: Tadashi Okayasu
- Productor: Hitoshi Mogi (SHINEI), Kenzi Oota (TV Asahi), Takashi Horiuti (ASATSU)
- Director: Mitsuru Hongo
- Storyboard Director: Keiiti Hara, Mitsuru Hongo
- Video comprobar: Kenzi Ohara
- Asistente de dirección: la buena Itirou Satoshi
- Especificar color: Yukiko Nonaka
- Efectos especiales: Mitiaki doi
- Acabado de inspección: Yoshiko Nakanishi, Nao Ishida belleza, Rie Takagi
- Acabado: animación de Kyoto.
- Foto: Asahi producción
- Síntesis: Toshio Watanabe, Hiroshi Takashi
- Edición: Toshihiko Kozima, Hideaki Murai Takashi Miyake Kei, Yumiko, Hiroshi Kawasaki Akira
- Efectos: Akihiko Matsuda
- Estudio de grabación: APU estudio
- Todo el sonido: Nobuhiro Shibata, Hitoshi Yamamoto, Akira Takashi Uchiyama
- Record Productor: ODIOPURANNINGUYU
- Asistente de producción: Buen arroz hierba flores
- Cooperación tecnológica: Mikio Mori
- Gerente de Producción:  Kenzi Kashiwabara (SHINEI), Hisashi Oohashi (Kyoto Animation)
- Avanzar: Hiroshi Wada, Satoshi  Sakigake, Hoshino Akira Tadashi, Kazuhiro Utida, Hiroaki Shimura, Naoki
- Literario: Hiroshi Kanai
- Desarrollo: Laboratorio de Tokio
- Título: Zhao道川
- Productor: Video SHINEI, ASATSU, TV Asahi

## Banda sonora

### Temas de OP y ED
- Theme Song: "I am an Eternal Child" (僕は永遠のお子様 Boku wa Eien no Okosama?)
- Lyricist: Shizuru Ohtaka / Composer: Osamu Masaki / Arranger: Yuzo Hayashi / Singer: Mew (Miyuki Kajitani)

## Distribución

### Japón
- VHS: 25 de abril de 1994
- DVD: 25 de noviembre de 2002

### Estados Unidos
- VHS: 5 de mayo de 1995
- DVD: 28 de junio de 2000

### España
- VHS y DVD: 24 de marzo de 2004